# Скрино
Скрино е село в Западна България. То се намира в община Бобошево, област Кюстендил.

## География
Селото се намира на около 90 km от София в Руенската планина, най-северната част на Влахина планина. Тръгва се по международен път Е79 в посока Кулата. След Джерман и Усойка има отбивка надясно за Бобошево. Пътят минава през центъра на градчето и продължава по пътя към Кюстендил. След 5 минути има отбивка наляво за Руенски манастир. Преди да се стигне до Скрино се минава през село Доброво. Пътят криволичи и разкрива гледки към река Струма и околността.

## История
Скрино е селище с многовековна история, считано за родното място на великия български светец и закрилник - Св. Иван Рилски.

## Население
Численост и дял на етническите групи според преброяването на населението през 2011 г.:
|                     | Численост | Дял (в %) |
| Общо                | 69        | 100,00    |
| Българи             | 69        | 100,00    |
| Турци               | 0         | 0,00      |
| Цигани              | 0         | 0,00      |
| Други               | 0         | 0,00      |
| Не се самоопределят | 0         | 0,00      |
| Неотговорили        | 0         | 0,0       |

## Културни и природни забележителности
- Около селото има много хубава и вековна гора.
- Руенски манастир „Свети Иван Рилски“

## Редовни събития
- Събор на 19 октомври – денят на Свети Иван Рилски.

## Личности
- Иван Рилски